# Тоширо Мифуне
Тоширо Мифуне (三船 敏郎, по английската Система на Хепбърн Mifune Toshirō) е японски актьор и продуцент. 

## Биография
Роден е на 1 април 1920 г. в Циндао, Китай, в семейство на емигрирали японци, а израства в Далиан (също Китай). Баща му е мисионер на Методистката църква и фотограф, а Тоширо работи като негов помощник до 19-ата си година. Като японец Тоширо е приет на служба във въздушните сили на японската армия и по време на Втората световна война прави снимки от въздуха за нуждите на армията. В края на войната е репатриран в Япония.
В кинобизнеса влиза през 1946 г., когато с протекциите на свои приятели започва да работи като асистент оператор в Toho Production.
Това съвпада с период, когато японското кино търси нови лица, Тоширо се явява на прослушване и още през следващата година се снима при учителя си в шоу бизнеса Кадзиро Ямамото „Времето на новите дракони“. Първият му успех идва същата година – в „По тази страна на сребърния хребет“ (1947 г.).
Творческото сътрудничество на Тоширо Мифуне с големия японски режисьор Акира Куросава започва с „Пияният ангел“. Ролята му във „Рашомон“ (1951 г.) го утвърждава и по света, като водещ актьор на японското кино.
При Куросова Мифуне се снима още в „Идиот“ (1951 г.), „Седемте самураи“ (1954 г.), „Записки на живия“ (1955 г.), „Замъкът на паяците“ (1957 г.), „На дъното“ (1957 г.), „Колкото е по-зле човек, толкова по-добре спи“ (1960 г.).
Талантът на Мифуне се разкрива в динамични приключенски филми, разкриващи феодалните традиции и самурайския морал – „Мусаши Миямото“ (1954 г.) и „Телохранител“ (1961 г.). Връх в творчеството на актьора е „Червената брада“ (1965 г.).
През 1966 – 1967 г. Тоширо Мифуне построява собствено студио, след като през 1963 г. е основал компанията „Мифуне про“. През 70-те години се снима в телевизионни исторически филми („дзидигеки“), произвеждани в неговата студия. Режисира и „Наследството на 500 000“ (1963 г.). Снима се още в игралните филми „Животът на Михомацу“ (1958 г.), „Геният на джудото“ (1964 г.), „Най-дългият ден на Япония“ (1967 г.), „Изпитание на човечността“ (1977 г.), „Заговорът на клана Ягю“ (1978 г.), „Невидимата връзка“ (1982 г.), „Спи Рюку“ (1983 г.), „Смъртта на майстора на чая“ (1989 г.), „Агагук“ (1991 г.).
Творческото сътрудничество между Мифуне и Куросава включва 16 филма, голямата част от които са възприети за класика в световното кино. Последният им филм („Червената брада“ 1965 г.), ангажира цялото време на Мифуне, намира широк положителен отзвук в Европа, но не се оказва касов филм в Америка.
Мифуне е един от най-често сниманите японски актьори в САЩ и Англия. По време на първите си участия Мифуне не владее английски език и заучава текстовете си фонетично, а гласът му във филмите е дублиран от актьора Пол Фрийс. Неговият характерен имидж е завладяващ и до голяма степен наследяван от известни актьори, какъвто е Клинт Истуд. Големият талант на Мифуне е оценяван многократно от известни американски режисьори. Нещо повече – Стивън Спилбърг му поверява роля във филма си „1941“.
В тези страни той се изявява във филмите: „Гранд При“ (1966 г.), „Ад в Тихия океан“ (1968 г.), „Червено слънце“ (1971 г.), „Битката при Мудей“ (1975 г.), „1941“ (1979 г.), „Инчон“ (1981 г.), „Предизвикателство“ (1982 г.), „Шогунът Майеда“ (1990 г.), „Сянката на вълка“ (1993 г.), „Невеста по снимка“ (1994 г.), „Дълбока река“ (1995 г.). Голяма популярност в Америка Мифуне получава с участието си в сериала „Шогун“ (1980 г.), посрещнат възторжено в целия свят.
В началото на 80-те Мифуне създава актьорска школа, която обаче фалира след 3 години. През 1984 г. той е обявен за Мъж на Япония и следващият период от неговия живот не е така активен като актьор. През 1992 г. Мифуне заболява сериозно от сърце и неговата активна творческа дейност намалява. Умира на 24 декември 1997 г. в Митака (Япония) на 77-годишна възраст.

## Избрана филмография
| година | филм                               | оригинално заглавие                      | роля                               | режисьор         |
| ------ | ---------------------------------- | ---------------------------------------- | ---------------------------------- | ---------------- |
| 1947   | По тази страна на сребърния хребет | 銀嶺の果て                               | Ейдзима                            | Сенкичи Танигучи |
| 1948   | Пияният ангел                      | 酔いどれ天使 / Yoidore tenshi            | Мацунага                           | Акира Куросава   |
| 1949   | Мълчаливият двубой                 | 静かなる決闘 / Shizukanaru Kettō         | Кьоджи Фуджисаки                   | Акира Куросава   |
| 1949   | Бездомното куче                    | 野良犬 / Nora Inu                        | Горо Мураками                      | Акира Куросава   |
| 1950   | Скандал                            | 醜聞(スキャンダル) / Shūbun (Sukyandaru) | Ичиро Аоие                         | Акира Куросава   |
| 1950   | Рашомон                            | 羅生門 / Rashōmon                        | Таджомару                          | Акира Куросава   |
| 1951   | Идиот                              | 白痴 / Hakuchi                           | Денкичи Акама – Парфьон Рогожин    | Акира Куросава   |
| 1954   | Седемте самураи                    | 七人の侍 / Shichinin no Samurai          | Кикучио                            | Акира Куросава   |
| 1955   | Хроника на един живот              | 生きものの記録 / Ikimono no kiroku       | Киичи Накаджима                    | Акира Куросава   |
| 1956   | Сърце на съпруга                   | 妻の心                                   | Кенчичи                            | Микио Нарусе     |
| 1957   | Замъкът на паяците                 | 蜘蛛巣城 / Kumonosu-jō                   | Такетоки Уашидзу                   | Акира Куросава   |
| 1957   | На дъното                          | どん底                                   | Сутекичи, крадец                   | Акира Куросава   |
| 1958   | Трима негодници в скритата крепост | 隠し砦の三悪人                           | Рокурота Макабе                    | Акира Куросава   |
| 1961   | Телохранител                       | 用心棒 / Yojimbo                         | Санджуро Кувабатаке, самурай-ронин | Акира Куросава   |
| 1971   | Червено слънце                     | Soleil rouge                             | Курода Джубие                      | Терънс Йънг      |
| 1979   | 1941                               | 1941                                     | Акиро Митамура                     | Стивън Спилбърг  |